# Arunachalmakak

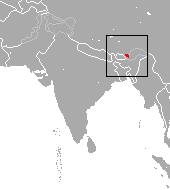
Verbreitungskarte des Arunachalmakak

Der Arunachalmakak (Macaca munzala) ist eine Primatenart aus der Gattung der Makaken innerhalb der Familie der Meerkatzenverwandten (Cercopithecidae). Die Art wurde erst 2005 wissenschaftlich beschrieben.

## Merkmale und Lebensweise
Arunachalmakaken sind relativ stämmig gebaut. Ihr Fell ist dunkel und der Schwanz eher kurz, auch das Gesicht ist sehr dunkel. Diese Primaten sind nur aus einem kleinen Gebiet (Distrikt Tawang) im Bundesstaat Arunachal Pradesh im äußersten Nordosten Indiens bekannt. Ihr Lebensraum sind Wälder zwischen 2000 und 3500 Metern Seehöhe. Sie sind tagaktiv und halten sich vorwiegend am Boden auf. Wie alle Makaken ernähren sie sich vorwiegend von Früchten, daneben nehmen sie auch Blätter und Kleintiere zu sich.

## Systematik
Systematisch wird der Arunachalmakak innerhalb der Makaken in die sinica-Gruppe eingeordnet. Die nächsten Verwandten dieser Art sind wahrscheinlich der Tibetmakak und der Assam-Makak. Von diesen unterscheidet er sich durch die Länge des Schwanzes, die Färbung und seine Markierungsgewohnheiten.

## Arunachalmakaen und Menschen
Die Art wurde erst im Jahr 2004 von Anindya Sinha und seinen Mitarbeitern entdeckt und 2005 in der Zeitschrift „International Journal of Primatology“ erstmals beschrieben. Wie die meisten Neuentdeckungen war auch diese eher das Ergebnis eines Zufalls. Bei der Kartierung eines Waldstücks an der Nordostgrenze von Indien zur Volksrepublik China stieß eine Forschergruppe der Nature Conservation Foundation in Mysore auf die bislang nur den Einheimischen bekannte Art. Das Artepitheton munzala leitet sich von der Bezeichnung der lokalen Bevölkerung für die Art ab.
Die letzte in Indien gefundene Affenart war der Goldlangur, der 1955 in Assam entdeckt wurde. Es ist über 100 Jahre her, dass eine neue Makakenart entdeckt wurde: der Mentawai-Makak in Indonesien.
Da der neu entdeckte Makak in einem Gebiet lebt, das durch die hohe Bevölkerungsdichte stark beansprucht ist, forderte die Forschergruppe die Regierung auf, das 1.200 Quadratkilometer große Gebiet unter Schutz zu stellen. Sie konnte in dem Areal Spuren von 14 Affentruppen der Art entdecken. Die Gesamtpopulation wird auf weniger als 600 Tiere geschätzt.